# Jamal Taha
Jamal Khamis Taha (in arabo جمال خميس طه‎?; Il Cairo, 23 novembre 1966) è un allenatore di calcio ed ex calciatore egiziano naturalizzato libanese, di ruolo centrocampista.

## Palmarès

### Giocatore

#### Competizioni nazionali
- Campionato libanese: 11

Al-Ansar: 1987-1988, 1989-1990, 1991-1992, 1992-1993, 1993-1994, 1994-1995, 1995-1996, 1996-1997, 1997-1998, 1998-1999, 2005-2006
- Coppa del Libano: 10

Al-Ansar: 1988, 1990, 1991, 1992, 1994, 1995, 1996, 1999, 2002, 2006
- Supercoppa del Libano: 4

Al-Ansar: 1996, 1997, 1998, 1999